# Cyriocosmus elegans
Espèce
Synonymes
- Hapalopus elegans Simon, 1889
- Erythropoicila plana Fischel, 1927
- Cyriocosmus semifasciatus Mello-Leitão, 1939

Cyriocosmus elegans, la Mygale naine tigrée, est une espèce d'araignées mygalomorphes de la famille des Theraphosidae.

## Distribution
Cette espèce se rencontre au Venezuela, au Guyana, à la Trinité et à Tobago.

## Description

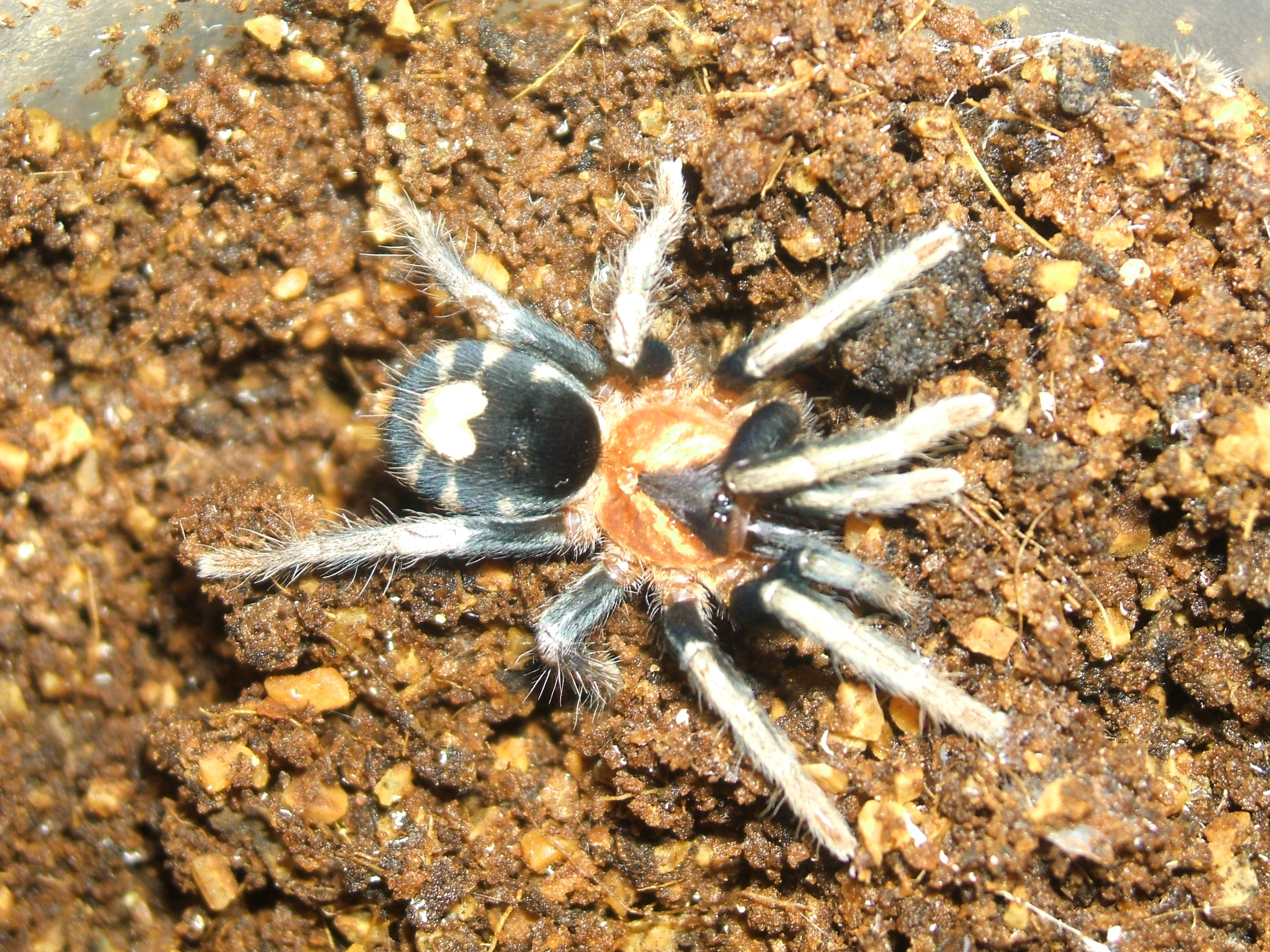
Cyriocosmus elegans juvénile

La femelle holotype mesure 16 mm.
Le mâle décrit par Schiapelli et Gerschman en 1945 mesure 13 mm et la femelle 22 mm.
Cyriocosmus elegans est très colorée malgré sa petite taille. L'abdomen est de couleur beige rosé sur la partie ventrale, rayée noir sur les côtés et noire sur la partie dorsale. Son dos est orné d'une tache en forme de cœur de couleur or. Le céphalothorax est de couleur or sur la partie postérieure et noire sur la partie antérieure. La pattes sont de couleur argentée.
Cyriocosmus elegans peut atteindre une envergure d'environ 3 cm.

## Comportement
Cette mygale est lucifuge, c'est-à-dire qu'elle a tendance à fuir la lumière.
Bien qu'elle soit peu agressive, elle est généralement très nerveuse. Elle mord peu et son venin est presque inoffensif pour l'humain.

## Alimentation
Son alimentation est composée exclusivement d'insectes qu'elle attrape manuellement. Il n'est pas rare de voir cette mygale s'attaquer à des proies plus grosses qu'elle.

## Systématique et taxinomie
Cette espèce a été décrite sous le protonyme Hapalopus elegans par Simon en 1889. Elle est placée dans le genre Cyriocosmus par Simon en 1903.
Cyriocosmus semifasciatus a été placée en synonymie par Schiapelli et Gerschman en 1973.
Erythropoicila plana a été placée en synonymie par Pérez-Miles en 1998.

## En captivité
Cette espèce se rencontre en terrariophilie. Elle est très populaire chez les arachnophiles, cette espèce est la plus connue de son genre.

## Publication originale
- Simon, 1889 : « Arachnides. Voyage de M. E. Simon au Venezuela (décembre 1887-avril 1888). 4e Mémoire. » Annales de la Société Entomologique de France, sér. 6, vol. 9, p. 169-220 (texte intégral).